# Lista de papas assassinados
Vários papas católicos romanos foram assassinados. As circunstâncias variaram de martírio (Papa Estêvão I)   para guerra (Papa Lúcio II), para um espancamento por um marido ciumento (João XII). Um número de outros Papas que morreram em circunstâncias que alguns acreditam ser assassinato, mas para as quais a evidência definitiva não foi encontrada.

## Lista cronológica dos papas assassinados
- Papa Estêvão I (254-257), decapitado [1]
- Papa Sisto II (257-258), decapitado, martirizado
- Papa Estêvão VI (896-897): estrangulado [3]
- Papa Estêvão VII / (IX) (939-942): mutilado [carece de fontes?]
- Papa João XII (955-964): assassinado por marido traído [4]
- Papa Bento VI (973-974): estrangulado [5]
- Papa João XIV (983-984): morto pela fome, maus-tratos ou assassinato direto [6]
- Papa Gregório V (996-999): envenenado [carece de fontes?]
- Papa Bonifácio VIII (1294-1303): morte possivelmente (embora improvável) dos efeitos do mau tratamento antes de um mês [7]
- Papa Alexandre VI (1492-1503): Morreu provavelmente por envenenamento

## Lista cronológica dos papas que foram supostamente assassinados
- Papa João VIII (872-882): alegadamente envenenado e, em seguida, espancado até à morte [8]
- Papa Adriano III (884-885): alegadamente envenenado[carece de fontes?]
- Papa Leão V (903): supostamente estrangulado [9]
- Papa João X (914-928): supostamente sufocado com um travesseiro[10]
- Papa Estêvão VII / (VIII) (928-931): alegadamente assassinado[carece de fontes?]
- Papa Sérgio IV (1009-1012): alegadamente assassinado[carece de fontes?]
- Papa Clemente II (1046-1047): alegadamente envenenado [11]
- Papa Dâmaso II (1048): alegadamente assassinado[12]
- Papa Celestino V (1294): rumores de ter sido assassinado por seu sucessor, Bonifácio VIII após a sua abdicação.[13]
- Papa Bento XI (1304-1305): alegadamente envenenado, nenhuma evidência fornecida[carece de fontes?]
- Papa Pio XI (1922-1939): alguns acreditam que foi silenciado sendo assassinado; [14][15][16][17][18][19] isto é uma pura suposição baseada no fato de que o seu principal médico foi o Dr. Francesco Petacci, pai de Claretta Petacci, amante de Benito Mussolini.
- Papa João Paulo I (1978): sua morte em apenas 33 dias após a eleição papal levou a teorias de conspiração.[20]